# Battaglia di Tenmokuzan
La battaglia di Tenmokuzan (天目山の戦い?, Tenmokuzan no tatakai) del 1582, fu combattuta durante il periodo Sengoku della storia giapponese; conosciuta anche come battaglia di Toriibata viene considerata come l'ultimo tentativo di Takeda Katsuyori, a capo del clan Takeda, di resistere alle forze combinate di Tokugawa Ieyasu e Oda Nobunaga, i quali da tempo avevano intrapreso una serie campagne contro il suo clan.
Nel tentativo di nascondersi dai suoi inseguitori, Takeda Katsuyori diede fuoco al suo castello, situato presso Shinpujō, e fuggì verso le montagne con l'intento di raggiungere un'altra fortezza del clan, il castello di Iwadono. Questo era custodito da Oyamada Nobushige, vassallo di Takeda ed uno dei famosi ventiquattro generali di Takeda Shingen; Nobushige negò l'ingresso a Katsuyori, che a quel punto si vide costretto a commettere seppuku insieme a sua moglie, suo figlio Nobukatsu, e diversi membri del suo seguito. Il suo esercito, nel tentativo di resistere agli attacchi nemici, fu completamente annientato.